# نمایشگاه هوایی پاریس

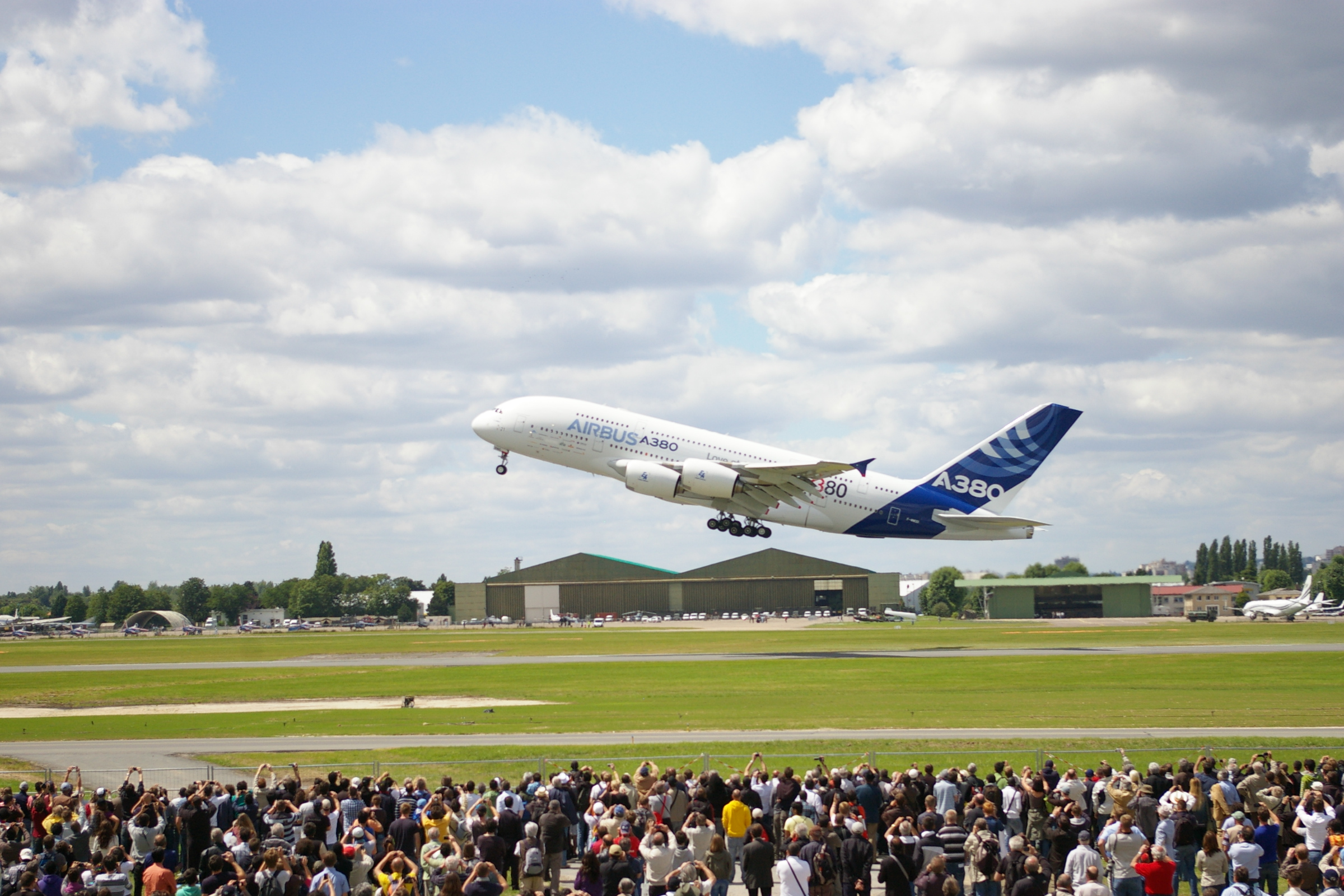
برخاستن ایرباس ای۳۸۰ از زمین برای تماشاگران، ۲۰۱۱ میلادی

نمایشگاه هوایی پاریس (به فرانسوی: Salon international de l'aéronautique et de l'espace de Paris-Le Bourget , Salon du Bourget) یک نمایشگاه بازرگانی هوانوردی است که در سال‌های فرد در فرودگاه پاری – لو بورژه فرانسه برگزار می‌شود. این نمایشگاه را اتحادیه فرانسوی GIFAS، نماینده اصلی صنعت هوافضای فرانسه، سازماندهی می‌کند. براساس تعداد غرفه‌داران و اندازه محل برگزاری، بزرگ‌ترین نمایش هوایی و نمایشگاه صنعت هوافضا در جهان است که نمایشگاه هوایی فارن‌بورو، نمایشگاه هوایی دبی و نمایشگاه هوایی سنگاپور با آن مقایسه می‌شوند.
نمایشگاه هوایی پاریس اولین بار در سال ۱۹۰۹ برپا شد و از سال ۱۹۴۹ تا ۲۰۱۹ در تمام سال‌های فرد برگزار شد. در ۵۳مین دوره آن، ۲۴۵۳ غرفه‌دار از ۴۹ کشور در فضایی به مساحت بیش از ۱۲۵۰۰۰ متر مربع فضا شرکت کردند. برگزارکنندگان، نمایشگاه ۲۰۲۱ را به دلیل همه‌گیری کووید لغو کردند و اعلام کردند که ۵۴مین دوره در سال ۲۰۲۳ از سر گرفته می‌شود.